# Kadovar
Kadovar, früher auch Blosseville-Insel genannt, ist eine kleine Vulkaninsel des südpazifischen Inselstaates Papua-Neuguinea (East Sepik Province). 
Die etwa 2 km² große Insel ist die südlichste der Le-Maire-Inseln und liegt 45 km östlich vom Festland (Kap Girgir) sowie 5 km südlich der Insel Blup Blup. Der höchste Punkt von Kadovar befindet sich 365 m über Meeresniveau. Die wenigen Bewohner der Insel siedeln in kleinen Dörfern an der Westküste und leben vom Fischfang.
Beginnend am 5. Januar 2018 stieß der namensgebende Vulkan eine Aschewolke aus, deren Eruptionssäule bis in eine Höhe von gut zwei Kilometern reichte. Dies ist der erste bekannte Ausbruch des Kadovars, wobei es sich bei ihm möglicherweise um eine der beiden bisher nicht lokalisierten „brennenden Inseln“ handelt, die der Entdecker William Dampier während einer Fahrt in die Region in den Jahren 1699 und 1700 beschrieb. Die 2000 Einwohner von Kadovar wurden vorsorglich auf die Nachbarinsel Blup Blup evakuiert, erste Meldungen sprachen von gut 700 Evakuierten auf Basis des örtlichen Wählerverzeichnisses.